# Bernard Tchoullouyan

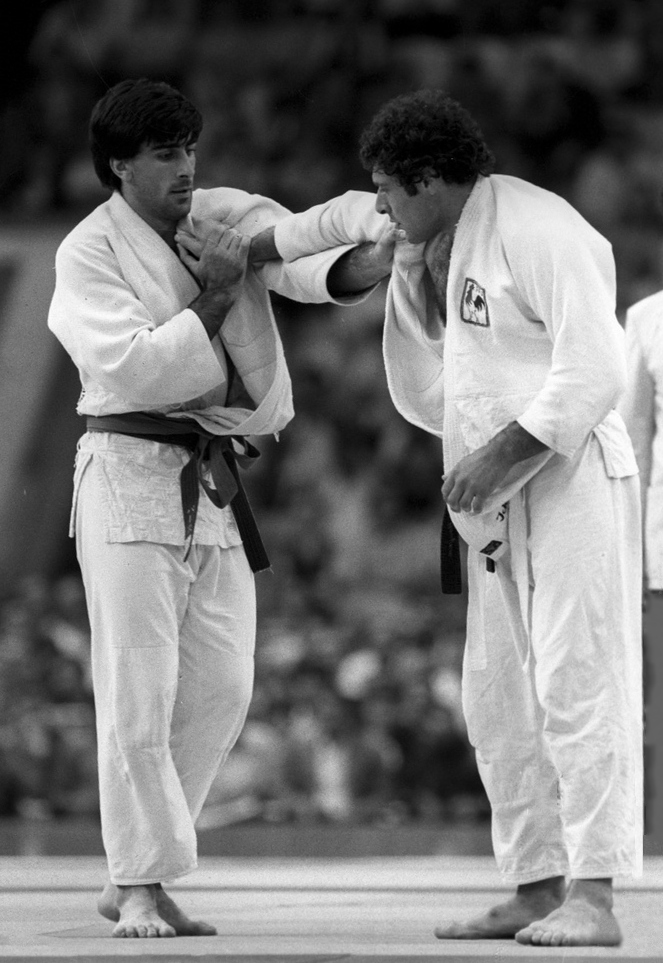
Der Spanier Ignacio Sanz (links) und Bernard Tchoullouyan kämpfen bei den Olympischen Spielen 1980 um die Bronzemedaille.

Bernard Tchoullouyan (* 12. April 1953 in Marseille; † 7. Januar 2019) war ein französischer Judoka. Er gewann 1980 eine olympische Bronzemedaille und war 1981 Weltmeister.

## Sportliche Karriere
Der 1,78 m große Tchoullouyan startete bis 1976 im Mittelgewicht bis 80 Kilogramm. Nach der Reform der Gewichtsklassen kämpfte er von 1977 bis 1980 im Halbmittelgewicht bis 78 Kilogramm, danach im Mittelgewicht bis 86 Kilogramm.
Bei den Europameisterschaften 1977 erkämpfte er eine Bronzemedaille hinter dem polnischen Europameister Adam Adamczyk und Harald Heinke aus der DDR. 1978 unterlag er im Halbfinale der Europameisterschaften gegen Harald Heinke und erhielt erneut eine Bronzemedaille. 1979 erreichte er das Finale der Weltmeisterschaften durch einen Halbfinalsieg über Heinke, das Finale gewann der Japaner Shōzō Fujii. Bei den Europameisterschaften 1980 erkämpfte Tchoullouyan Bronze. In Moskau bei den Olympischen Spielen unterlag der Franzose im Halbfinale dem Kubaner Juan Ferrer. Im Kampf um Bronze besiegte er den Spanier Ignacio Sanz. 
1981 siegte Tchoullouyan in seiner neuen Gewichtsklasse beim Tournoi de Paris und den französischen Meisterschaften. Bei den Europameisterschaften erreichte er das Finale, unterlag aber dem für die Sowjetunion antretenden David Bodaveli. Dreieinhalb Monate später gewann er bei den Weltmeisterschaften in Maastricht in der ersten Runde gegen Bodaveli und danach gegen den Österreicher Peter Seisenbacher. Nach Siegen über den Niederländer Bert Verhoeven und den Spanier Alfonso García besiegte er im Finale den Japaner Seiki Nose und war Weltmeister. Bei den Europameisterschaften 1982 gewann Tchoullouyan nach einer Halbfinalniederlage gegen den Italiener Mario Vecchi noch einmal Bronze. Nach dem Sieg bei den Team-Europameisterschaften 1982 endete die internationale Karriere von Bernard Tchoullouyan. 

## Französische Meistertitel
- Halbmittelgewicht: 1977, 1978, 1979
- Mittelgewicht: 1975, 1981